# Elżbieta Hornowska
Elżbieta Hornowska (ur. 1952) – polska psycholog, profesor Uniwersytetu im. Adama Mickiewicza w Poznaniu. Jej zainteresowania badawcze obejmują metodologiczne problemy psychologii oraz zagadnienia związane z pomiarem psychologicznym, w tym problematyka psychometrii, teorii testów psychologicznych, adaptacji kulturowej narzędzi psychologicznych, czy stronniczości testów psychologicznych. Hornowska jest współautorką polskich adaptacji znanych testów psychologicznych (np. WAIS-R).

## Wybrane publikacje
- Testy psychologiczne: teoria i praktyka (2001)
- Skale Inteligencji dla Dorosłych Davida Wechslera: WAIS-R oraz WAIS III (2004)
- Praca – skrywana obsesja. Wyniki badań nad zjawiskiem pracoholizmu (2007, współautor: W.J. Paluchowski)
- Stronniczość testów psychologicznych: problemy – kierunki – kontrowersje (1999)
- Operacjonalizacja wielkości psychologicznych. Założenia – struktura – konsekwencje (1989)
- Analiza psychologiczna Skali J.C. Ravena (1970)